# Muhammad bin Nasir
Muhammad bin Nasir (... – marzo 1728), è stato sultano di Mascate dal 1724 al 1728.

## Regno di Ya'arab bin Bel'arab
Mohammed bin Nasir era il "temeemeh" dei Beni Ghafir, una tribù Nizar.
Nel 1720 Ya'arab bin Bel'arab prese il potere proclamandosi reggente durante la minore età di suo cugino Sayf bin Sultan II. Nel maggio del 1722 Ya'arab fece il passo successivo e si proclamò imam. Ciò causò una rivolta guidata da Bel'arab bin Nasir, un parente per matrimonio dell'imam deposto. Dopo alcune schermaglie, Ya'arab bin Bel'arab fu sconfitto a Nizwa e il giovane Sayf bin Sultan II fu nuovamente dichiarato imam, questa volta con Bela'rab bin Nasir come reggente. Muhammad bin Nasir era uno dei notabili che giunsero a Rustaq per congratularsi con lui. Per qualche ragione, Bel'arab bin Nasir litigò con Muhammad bin Nasir, che organizzò una ribellione coalizzandosi con l'ex imam Ya'arab bin Bel'arab.

## Guerra civile
Nei combattimenti che seguirono lo sceicco Muhammad bin Nasir si dimostrò un abile comandante. Dopo una serie di sconfitte, Bel'arab bin Nasir fu costretto ad accettare i termini di pace in base ai quali avrebbe ceduto tutti i suoi forti in Oman. Ya'arab bin Bel'arab morì a Nizwa il 16 marzo 1723. Muhammad bin Nasir venne a sapere che i forti di Mascate e Barka resistevano sotto la guida di Kalf bin Mubarak al-Hinawi. Imprigionò Bel'arab bin Nasir e con una forza crescente di uomini delle tribù marciò su Barka. Seguirono combattimenti confusi, con Muhammad bin Nasir molto più forte sulla terra ma Kalf che aveva il vantaggio di possedere una flotta notevole.

## Imam
Mohammed bin Nasir prese il sopravvento. Nel settembre del 1724 convocò una riunione degli sceicchi dell'Oman e a essi dichiarò la sua intenzione di ritirarsi dalla lotta. Come previsto, gli fu chiesto invece di accettare il titolo di imam. Il 2 ottobre 1724 fu eletto imam. Il suo rivale, Khalf bin Mubarak, suscitò problemi tra le tribù settentrionali. Durante uno scontro verificatosi a Sohar nel 1728 rimasero uccisi sia Khalf bin Mubarak che Muhammad bin Nasir. Il presidio di Sohar riconobbe imam Sayf bin Sultan II e fu reinstallato a Nizwa. Tuttavia, alcuni abitanti di Az Zahirah elessero imam il cugino di Sayf, Bal'arab bin Himyar.